# 犍为县
犍为县是中华人民共和国四川省乐山市所辖的一个县，位于岷江下游，四川盆地西南边缘。总面积1375平方公里，总人口约58万人。

## 历史
1950年起，属于乐山专区、乐山地区。1951年，析置五通桥市（今乐山市五通桥区前身）。

## 行政区划
犍为县下辖15个镇：
玉津镇、孝姑镇、石溪镇、清溪镇、罗城镇、芭沟镇、龙孔镇、定文镇、舞雩镇、玉屏镇、大兴镇、九井镇、铁炉镇、寿保镇和双溪镇。

## 教育
犍为县有4所普通高等中学，即犍为第一中学，罗城高中，孝姑高中和清溪高中；1所职业高中，即犍为职高。其中犍为第一中学为四川省重点中学，清溪高中，罗城高中，孝姑高中均为乐山市重点中学。

## 交通
- 213国道
- 成渝环线高速公路
- 岷江航运
- 成贵高铁，於2019年底全綫通车。

## 特产
犍为茉莉花茶：中国地理标志产品。

## 风景名胜
- 犍为八景
  - 金粟秋芳
  - 龙池春涨
  - 凤岭梧栖
  - 圣象漱玉
  - 清溪渔唱
  - 沉犀秋月
  - 云亭晓烟
  - 孝渡流芳
- 东汉崖墓
- 贞洁牌坊
- 纪功坊
- 石刻造象
- 凉厅街

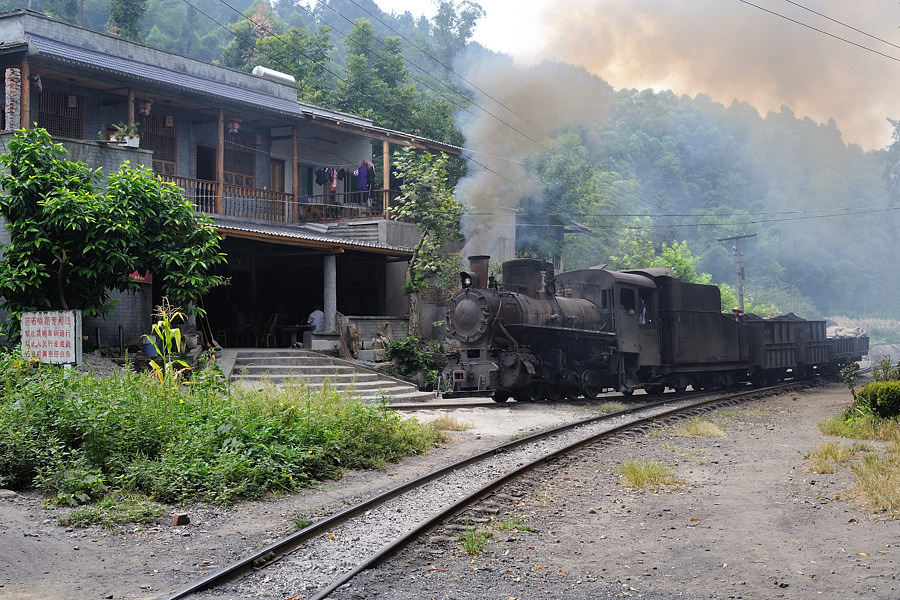
芭石鐵路蜜蜂岩站

- 清溪古镇，中国历史文化名镇，茉莉之乡，中国三大茉莉花产地之一。
- 罗城古镇，形似船只，座落山顶，建于明代。
- 犍为文庙，四川最大的孔庙。
- 芭石鐵路，蒸汽窄轨小火车